# توماس ریاد
توماس ریاد (سوئدی: Tomas Riad؛ زادهٔ ۱۵ نوامبر ۱۹۵۹) زبان‌شناس، و نویسنده اهل سوئد است. وی مدرک دکترای خود را در سال ۱۹۹۲ از دانشگاه استکهلم دریافت کرد و درحال‌حاضر استاد همین دانشگاه در رشته زبان‌های اسکاندیناوی است. ریاد در سپتامبر ۲۰۱۱ به عضویت آکادمی سوئد انتخاب شد.